# Venerida
Die Venerida sind eine Ordnung der Muscheln (Bivalvia), die zur Überordnung Heterodonta innerhalb der Unterklasse Autolamellibranchiata gerechnet wird. Die ersten Vertreter dieser Gruppe sind aus dem Ordovizium bekannt. Sie dürfte eine der umfangreichsten Ordnungen der Muscheln sein.

## Charakteristika
Die Gehäuse der Venerida sind mit wenigen Ausnahmen meist gleichklappig. Die Schale ist aragonitisch mit vorwiegend kreuzlamellaren und prismatischen Mikrostrukturen ohne Perlmuttlagen. Das Schloss ist meist gut ausgebildet, kann aber auch in einigen Gruppen weitgehend reduziert sein. Die Schließmuskeln sind meist isomyar.

## Lebensweise
Entsprechend der großen Diversität gibt es die unterschiedlichsten Lebensweisen. Vorherrschend ist jedoch das Graben in Weichsediment. Andere Formen liegen auf dem Sediment und leben in Symbiose mit Algen. Die überwiegende Mehrzahl der Venerida lebt im Meer, einige wenige Gruppen sind jedoch auch ins Süßwasser vorgedrungen.

## Systematik

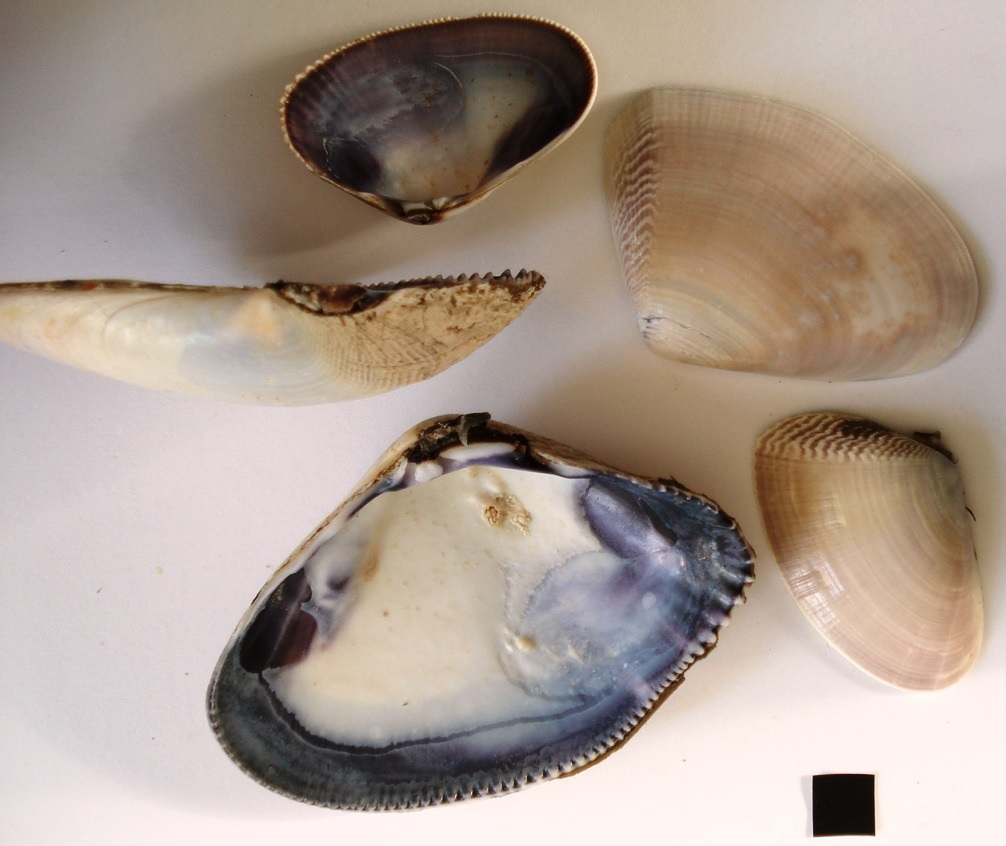
Donax serra (Röding, 1798) von der Küste Südafrikas

Die Ordnung wird derzeit (2025) wie folgt untergliedert:
- Überfamilie Arcticoidea Newton, 1891
  - Familie Arcticidae Newton, 1891 (1844)
  - Familie Euloxidae J. Gardner, 1943 †
  - Familie Pollicidae Stephenson, 1952 †
  - Familie Trapezidae Lamy, 1920
  - Familie Veniellidae Dall, 1895 †
- Überfamilie Chamoidea Lamarck, 1809
  - Familie Hufmuscheln (Chamidae, Lamarck, 1809)
- Überfamilie Cyrenoidea Gray, 1840
  - Körbchenmuscheln (Cyrenidae Gray, 1840)
  - Familie Cyrenoididae H. and A. Adams, 1857
  - Familie Glauconomidae J. E. Gray, 1853
- Überfamilie Glossoidea Gray, 1847
  - Familie Zungenmuscheln (Glossidae Gray, 1847)
- Überfamilie Hemidonacoidea Scarlato & Starobogatov, 1971
  - Familie Hemidonacidae Scarlato & Starobogatov, 1971
- Überfamilie Mactroidea Lamarck, 1809
  - Familie Anatinellidae Gray, 1853
  - Familie Cardilidae Fischer, 1887
  - Familie Trogmuscheln (Mactridae Lamarck, 1809)
  - Familie Mesodesmatidae Gray, 1839
- Überfamilie Opokielloidea Kanev, 1983 †
  - Familie Opokiellidae Kanev, 1983 †
- Überfamilie Prilukielloidea Starobogatov, 1970 †
  - Familie Prilukiellidae Starobogatov, 1970 †
  - Familie Senderzoniellidae Betekhtina, Starobogatov & Jatsuk, 1987 †
- Überfamilie Ungulinoidea Gray, 1854
  - Familie Ungulinidae Gray, 1854
- Überfamilie Veneroidea Rafinesque, 1815
  - Familie Isocyprinidae R. N. Gardner, 2005 †
  - Familie Neoleptonidae Thiele, 1934
  - Familie Venusmuscheln (Veneridae Rafinesque, 1815)

## Einzelnachweis
1. ↑  MolluscaBase: Venerida